# Poça de maré

Poças de maré em Porto Covo, Portugal.

As poças de maré são poças que se formam entre as rochas e os sedimentos próximos à orla marítima, na zona entremarés, por efeito da retenção de massas de água, quando se dá a maré baixa. Estão presentes na costa de mares temperados, subtropicais e tropicais.
Devido ao fácil acesso, as poças de maré são frequentemente visitadas pelas pessoas, seja para entretenimento ou captura de subsistência ou comercial de espécies marinhas, como moluscos, crustáceos, peixes, entre outros.

## Habitat
As poças de maré representam um biótopo intermédio entre o infralitoral, permanentemente submerso, e o ambiente rochoso envolvente, que está sujeito à subida e descida do nível da água, ao sabor dos ciclos de maré.
Qualquer que seja a sua posição na praia, o espaço contido pelas poças de maré nunca fica exposto ao ar, funcionando como refúgio para elementos da flora e da fauna de níveis inferiores da praia.
O ambiente das poças é condicionado pela maré e pela posição destas na praia. O ambiente físico de poças situadas a um nível baixo da praia, mais próximas do mar, apresenta uma menor variabilidade ambiental do que as situadas a um nível mais alto.
As comunidades das poças de maré costumam ser semelhantes em termos de composição específica às do ambiente marinho adjacente. Alguns organismos de maior mobilidade, como peixes, crustáceos e moluscos, característicos do infralitoral podem refugiar-se temporariamente nas poças, durante a descida da maré.

### Temperaturas
A temperatura é um dos factores que mais afecta as características das poças de maré. Ao contrário do mar que, por causa da enorme massa de água que alberga, ora aquece, ora arrefece lentamente, variando dentro de um leque de valores geralmente restrito, as poças de maré, devido aos pequenos volumes de água que conservam, estão sujeitas a alterações muito mais rápidas.
Com efeito, a temperatura diária de uma poça de maré pode variar dentro de uma gama da ordem dos 15° C. Também é frequente que a temperatura atinja valores letais ou sub-letais para muitos organismos, constituindo um limite sério à sua distribuição horizontal na praia.
Por outro lado, enquanto que o aquecimento de uma poça exposta durante a maré baixa é gradual, o arrefecimento, quando a água do mar inunda a poça com a subida da maré, é muito brusco, podendo induzir choque térmico nos organismos mais sensíveis.

### Salinidade
Nas poças de maré, a salinidade também é variável, podendo oscilar entre os 5 e os 25-50 PSU. No verão, nas poças de menor profundidade, a evaporação de água pode ser suficiente para levar à precipitação de sais. Tal como acontece com a temperatura, durante a subida da maré os níveis de salinidade de uma poça de maré podem variar bruscamente e afectar os organismos que nelas vivam, induzindo-lhes choque osmótico letal.

### Fauna

#### Peixes
Muitas espécies de peixes podem viver em poças de maré. Peixes de poças de maré são aqueles que habitam a zona entremarés durante parte ou todo o seu ciclo de vida. Os peixes de poças de maré podem ser divididos em três categorias de acordo com seu grau de residência no entremarés . Residentes: Espécies que exibem adaptações morfológicas, fisiológicas e comportamentais para suportar as flutuações físico-químicas da água da poça, exposição ao ar ou batimento de ondas. Espécies residentes secundárias ou oportunistas: Aquelas que usam as poças somente durante a fase inicial do seu ciclo de vida, geralmente até atingir a fase adulta e migrar para outro ambiente. Neste caso, as poças de maré atuam como berçários para estas espécies. Espécies transitórias: Peixes que visitam ou utilizam as poças durante trânsito entre áreas costeiras, por exemplo, aquelas espécies que circulam entre manguezais, planícies estuarinas, costões rochosos e praias arenosas, permanecendo nas poças durante intervalos curtos de tempo para se alimentar ou buscar refúgio. Ao contrário das residentes, as espécies transitórias não possuem adaptações especializadas para a vida no entremarés e normalmente ocorrem em grandes poças de maré por um período relativamente curto, variando de um único ciclo de maré a poucas semanas.

## Abonações literárias
Também houve alguns filósofos e escritores, que se viram intrigados pelas poças de maré. Com efeito, um exemplo disso mesmo, encontra-se na obra The Log from the Sea of Cortez, de John Steinbeck, onde se pode ler:
| “ | « É aconselhável levantar o olhar das poças de maré para as estrelas e depois tornar a baixá-lo volta até às poças de maré. » (« It is advisable to look from the tide pool to the stars and then back to the tide pool again. | ” |